# Хименес, Тукапель
Тукапель Франсиско Хименес Альфаро (исп. Tucapel Francisco Jiménez Alfaro; 4 августа 1921, Сантьяго — 25 февраля 1982, Лампа) — чилийский профсоюзный деятель и политик, лидер профсоюза госслужащих, активист Радикальной партии, организатор Демократического союза труда. Противник правительства Сальвадора Альенде и военной хунты генерала Пиночета. Организатор профсоюзной оппозиции режиму, был назван «чилийским Валенсой». Убит агентами военной диктатуры.

## Профсоюзный лидер
Родился в рабочей семье. С шестнадцати лет зарабатывал на погрузочно-разгрузочных работах. С юности примыкал к чилийскому профсоюзному движению. В 1942 возглавлял профсоюз рабочих топливного снабжения, с 1951 — профсоюз складских рабочих, с 1952 — профсоюз госслужащих по надзору за снабжением и ценами, с 1963 — Национальную ассоциацию фискальных (бюджетных, государственных) служащих (ANEF).
Тукапель Хименес состоял в социал-либеральной Радикальной партии Чили (РПЧ). Представлял левое крыло РПЧ. Конфликтовал с правым правительством Хорхе Алессандри и левоцентристским правительством христианского демократа Эдуардо Фрея Монтальвы. С 1970 выступал против левого правительства Народного единства и президента-социалиста Сальвадора Альенде. Поддерживал забастовочное движение против Альенде в 1972—1973. Придерживался социал-демократических и синдикалистских взглядов. Приоритетом для Хименеса были социальные права и положение профсоюзов, особенно ассоциаций госслужащих.
Первоначально Тукапель Хименес поддержал переворот 11 сентября 1973, свержение Альенде и военную хунту генерала Аугусто Пиночета. Он считал, что положение профсоюзов улучшилось, появилась возможность свободного обсуждения и конструктивного решения проблем. Служил в правительственном Управлении промышленности и торговли (DIRINCO).

## Противостояние с хунтой

### Конфликты по социальной политике
Жёсткая социальная политика военной диктатуры побудила Хименеса перейти в оппозицию. Он резко критиковал власти за увольнения, сокращения зарплат в госсекторе, переход к системе частных пенсионных фондов. Сложно складывались его отношения с министром труда Серхио Фернандесом, негативно с неолиберальной группой чикаго-бойз, определявшей экономическую политику режима. С 1974 года Хименес начал формировать новое оппозиционное профдвижение. В 1975 году основал «Группу десяти» — координационный орган профлидеров. Общественный авторитет Тукапеля Хименеса, его связи с влиятельным американским профобъединением АФТ — КПП и лично Джорджем Мини создавали сложности для хунты.
Тукапель Хименес призвал американские профсоюзы проявить солидарность с чилийскими и бойкотировать разгрузку чилийской экспортной продукции в портах США. Джордж Мини поддержал эту инициативу. Министр финансов Чили Серхио де Кастро вынужден был лететь в Вашингтон и встречаться с Мини. Он пообещал правовые реформы, расширение профсоюзных прав. В январе 1980 Тукапель Хименес был принят в Белом доме либеральным президентом-демократом Джимми Картером.
На президентских выборах в США 1980 победу одержал республиканец-неоконсерватор Рональд Рейган. Крайний антикоммунист Рейган лояльнее Картера относился к чилийской хунте и был менее склонен учитывать позиции профсоюзов. Это немедленно отразилось в Чили. Выборы в США состоялись 4 ноября 1980 года, а уже 15 ноября хунта издала декрет-закон о реорганизации DIRINCO. На следующий день министр экономики Хосе Луис Федеричи и его заместитель Эрнан Бучи подписали приказ об увольнении Тукапеля Хименеса. Активизировалась ультраправое Национал-синдикалистское революционное движение (MRNS), связанное с правительственным секретариатом по делам профсоюзов (SNG) и влиятельным правительственным чиновником Ховино Новоа.
Хименес вышел на пенсию, подрабатывал водителем такси. Когда он заявил об отставке в ANEF, профсоюзное собрание отклонило это заявление и подтвердило его полномочия. Представители правительства предлагали ему должность с окладом в десятикратную пенсию и единовременную выплату в тридцатикратную пенсию — если он согласится публично поддержать пенсионную реформу. Хименес отказался, назвав это выступление «обманом рабочих».

### «Чилийский Валенса»
Конфликт чилийских властей с профсоюзом совпал с событиями в Польше — мощным забастовочным движением, созданием независимого профсоюза Солидарность. Несмотря на антикоммунизм польского движения, хунта Пиночета отнеслась к нему очень настороженно. Пиночет и его сподвижники видели, чем обернулась для властей ПНР попытка увольнения Леха Валенсы. В лице Тукапеля Хименеса они усматривали опасного «чилийского Валенсу».

Пиночет был одержим делом Валенсы. Его советник генерал Хорхе Бальерино убедил, что подобное может случиться и с ними.

В 1981 Тукапель Хименес основал и возглавил Демократический союз труда. Он не объявлял себя противником пиночетовского режима, но вступал с властями в жёсткий социально-политический конфликт. При этом Хименес обретал сильных союзников. Восстановления конституционных порядков и гражданского правления требовали экс-президент Эдуардо Фрей Монтальва и бывший член Правительственной хунты Густаво Ли Гусман.
Формировался альянс социал-либерального тред-юниониста Хименеса, центриста-демохристианина Фрея и крайне правого генерала-корпоративиста Ли. Фрей успешно выступал перед активом ANEF. Ли даже помогал Хименесу вычислять слежку. Все трое обладали авторитетом в стране и никак не могли быть причислены к коммунистам. Общедемократическая коалиция профсоюзных активистов, политических выразителей среднего класса и недовольных военных могла стать серьёзной оппозиционной силой.
21 февраля 1982 президент Пиночет выступил с заявлением, явно адресованным лично Тукапелю Хименесу: «Правительство не потерпит сеяния смуты в умах рабочих… Должен предупредить тех, кто это делает: будьте очень осторожны, господа». Хименес заранее записал на магнитофонную кассету последнее обращение к родным и товарищам.

## Убийство
Решение о физическом устранении Тукапеля Хименеса было принято в начале 1982 года (символично, что тогда же власти ПНР ввели военное положение для подавления «Солидарности»). Слежку за Хименесом организовал лидер MRNS и секретарь SNG Мисаэль Гальегильос. Информация передавалась в тайную полицию СЕНИ. Специальной бригадой СЕНИ руководил полковник Альваро Корбалан. Спецслужба завербовала одного из профсоюзных активистов, тайно записывавшего на диктофон заседания «Группы десяти». Было подготовлено объёмное досье. Контролировался каждый шаг Хименеса, осуществлялся постоянный прессинг.
Ликвидацию поручили армейской разведслужбе ДИНЕ. Формально приказ убить Тукапеля Хименеса отдали директор ДИНЕ генерал Рамсес Альварес Соглиа и командир корпуса армейской разведки бригадный генерал Виктор Пинто Перес. Руководство СЕНИ предпочло бы дистанцироваться — одиозная репутация, унаследованная от ДИНА, сильно портила имидж. Однако оперативные навыки военных разведчиков не включали тайных убийств на своей территории. Пришлось произвести служебные манипуляции: «на усиление» был направлен майор СЕНИ Карлос Эррера, временно переведённый на службу в ДИНЕ. Координировал операцию подполковник СЕНИ Франсиско Феррер Лима.
25 февраля 1982 Тукапель Хименес должен был встретиться с функционером ANEF Мануэлем Бустосом. Как обычно, он вышел из дома в половину десятого утра и выехал на своём такси. Его остановил на дороге дальний родственник по имени Луис Пино Морено, недавно уволенный из полиции. В этот момент в машину Хименеса прорвался Карлос Эррера с унтер-офицерами ДИНЕ Мануэлем Контрерасом Донэйром и Мигелем Летельером Вердухо. Эррера повёл машину в Лампу (около сорока километров к западу от Сантьяго). В заранее подобранном месте машина остановилась. Эррера несколько раз выстрелил Хименесу в голову. Контрерас Донэйр перерезал горло. После этого Тукапеля Хименеса обезглавили.
На суде Эррера говорил, что особая жестокость убийства планировалась заранее — создать впечатление, будто действовали закоренелые уголовные преступники. Кража нескольких личных вещей имитировала цель ограбления. На этих основаниях директор СЕНИ генерал Умберто Гордон заявил, что не считает убийство политическим. Примерно через год в Вальпараисо был найден мёртвым плотник по имени Хуан Алегриа Мундака. У него были перерезаны вены и при нём оказалась записка: автор признавался в убийстве Тукапеля Хименеса и объявлял о намерении покончить с собой. В эту «версию» не поверил практически никто. Неуклюжесть инсценировки признал впоследствии сам исполнитель — тот же майор Эррера.

## Политические последствия
Гибель Тукапеля Хименеса вызвала шок и негодование в стране. Выдать политическое убийство за уголовно-бытовое не удалось. Похороны обернулись многотысячной демонстрацией. Кардинал Рауль Сильва Энрикес, архиепископ Сантьяго и примас Чили, назвал убитого «мучеником профсоюзного движения».
Сам Пиночет вынужден был формально осудить убийство. Он воспользовался ситуацией для перегруппировки своего окружения и аппарата власти. Оказался скомпрометирован Мисаэль Гальегильос, ему пришлось уйти в отставку с поста секретаря SNG. Это привело к изменению баланса сил во власти: за счёт идеологов национализма и неофашизма усилились экономисты-неолибералы. Правительственный аппарат покинул также куратор лоялистских гражданских организаций Ховино Новоа. Таким образом, гибель Тукапеля Хименеса повлекла заметные политические последствия.
Но удар по оппозиции был нанесён сильный — тем более, что в январе 1982 с явными признаками отравления умер Эдуардо Фрей Монтальва. Протестное движение осталось без авторитетных и популярных лидеров. Это отразилось при подавлении массовых выступлений в 1983.

## Судебный процесс
Расследование практически не двигалось в течение семнадцати лет. Положение изменилось в 1999, уже после восстановления демократии. В 2000 было раскрыто убийство плотника Мундаки, приговорены к пожизненному заключению Карлос Эррера, Альваро Корбалан и унтер-офицер Армандо Кабрера. По делу об убийстве Хименеса были привлечены двенадцать человек, восстановлена картина преступления, установлены виновные.
Приговор вынесен 5 августа 2002: Эррера получил пожизненное заключение, Альварес Сголиа — 10 лет тюрьмы, Пинто Перес и Феррер Лима — по 8 лет, Контрерас Донэйр и Летельер Вердухо — по 6 лет, ещё несколько отставных военных, признанных соучастниками и сообщниками — от полутора до трёх лет. Альваро Корбалан оправдан за формальной непричастностью к данному делу, но отбывает пожизненный срок по другим обвинениям. Побывал под следствием Мисаэль Гальегильос, но признан непричастным к убийству.
Карлос Эррера Хименес — непосредственный исполнитель убийств Тукапеля Хименеса Альфаро и Хуана Алегриа Мундаки — объяснил свои действия крайней идеологизированностью поколения, искажённым пониманием патриотического долга, искренней верой в правоту Пиночета и его режима. Он выразил глубокое сожаление и принёс извинения родным Хименеса.

## Личность и семья
Тукапель Хименес отличался глубокой убеждённостью, развитым чувством долга, верностью в дружбе, альтруистичной щедростью, упорством и добросовестностью в делах. В быту он был очень консервативен: годами выходил из дома и возвращался в одно время, ходил или ездил одним маршрутом, носил одну и ту же одежду, сшитую женой. Неизменность его известных привычек упростила задачу убийц. Кроме того, они знали, что даже торопясь по делам, он никогда не проедет мимо родственника.
В предсмертной записи он особо упомянул «мою женщину Хайди Фуэнтес Салинас, которой столько пришлось пережить из-за меня». Обратился он и к детям, и к коллегам по ANEF, и ко всем чилийским рабочим — с призывом «Да здравствует Чили!».
Тукапель Хименес Фуэнтес, сын Тукапеля Хименеса Альфаро — известный политик, видный деятель Партии за демократию. В 2006—2018 был депутатом парламента. В 2022 назначен послом Чили в Швеции. Хименес-младший много сделал для правосудия в деле об убийстве своего отца, основал фонд его имени.